# 小峰義名
小峰 義名（こみね よしな）は、戦国時代から安土桃山時代にかけての武将。小峰氏10代当主。

## 略歴
小峰氏を継いでいた兄・小峰義親が白河結城氏の当主となったため、義名が小峰氏の跡を継いだ。
天正2年（1574年）に佐竹義重と通じて和田昭為（当時、白河結城氏に亡命していた）らと反乱を起こした白河善七郎（白川膳七郎）と同一人物とされている。ただし、善七郎については、結城義顕説や中畠上総守説もある。なお、善七郎が石川昭光に充てた書状における諱が「常広」となっている。
天正3年（1575年）、義親が佐竹氏に捕縛されると、佐竹義重は白河領内を安定させるため義名を白河結城氏の名代に指名した。
天正5年（1577年）頃に白河善七郎（常広・義名？）が佐竹氏と対立して一時期出奔しているが、蘆名盛氏に受け入れを拒まれたため窮したという。その後、石川昭光の働きかけによって間もなく帰国を許されたとされる。
天正17年（1589年）、伊達政宗が二階堂氏の須賀川城を攻めた際は、義親は援軍として義名を出陣させている。
死没した際、子・義綱は僅か2歳であったため、義綱は義親の養嗣子となった。小峰氏の名跡は後に義綱の子・朝景が継いでいる。